# Саркис Пидзак
Саркис Пидзак (на арменски: Սարգիս Պիծակ) е средновековен арменски художник-миниатюрист, последен голям представител на Киликийската школа на книжната живопис. Точните дати и места на неговото раждане и кончина не са известни. Живее през 14 век и илюстрира ръкописи в скрипториите на различни манастири и църкви на Киликийското царство. В своите миниатюри използва плосък геометричен стил, симетрични композиции, ярки багри и типови фигурни изображения. Някои негови орнаменти, заставки и маргиналии се използват като образци при оформянето на първите печатни книги в Армения.

## Биографични данни
Подробностите за живота на Саркис Пидзак са твърде оскъдни, не са известни нито датите на раждането и смъртта, нито мястото им. Известно е само, че научава изкуството на миниатюрата от баща си. За бащата се знае, че е бил свещеник, казвал се Григор и също бил талантлив миниатюрист. Има две паметни записки (колофони), в които бащата споменава името на Саркис – единият е от 1301 г. и в него Григор пожелава на сина си дълъг живот; вторият е от 1313 г. с молбата на Григор да бъде споменаван. През 1320 г. името на художника Саркис Пидзак е широко известно. Последния му ръкопис е създаден през 1353 г. и от неговия колофон се разбира, че художникът вече е бил в преклонна възраст.

## Творчество
Саркис Пидзак принадлежи към късното поколение на киликийските майстори на миниатюрата. Активният период на живота му е през първата половина на 14 век, когато започва упадъкът на книжното изкуство на Киликия, а също и на самото царство. С разграбването от мамелюци през 1292 г. на резиденцията на католикоса в Румкале фактически приключва периодът на пищния дворцов стил на киликийските ръкописи, а сюжетната им илюстрация почти исчезва. С името на Саркис Пидзак се свързва по-опростеното и по-схематично направление в килийската миниатюра и завръщане в определена степен към нейните извори. В своите работи той възстановява всичките видове на тематичните илюстрации, но като миниатюрист отстъпва на големите киликийски художници. Изображенията на фигурите в произведенията му са по-малки и не много добре очертани, цветовете му са ярки, но липсват изтънчената рисунка и експресията при изображение на фигурите, цветова палитра не е много богата. Пидзак използва научените от баща си форми, орнаменти, съотношения на багри, начини на изобразяване. Работите му притежават своя особен чар и оригиналност с характерния за тях плосък геометричен стил, симетрични композиции и светли и ярки багри. Художникът е много плодотворен – по различни оценки броят на приписваните на него илюстрирани ръкописи варира от 30 до 50. Подписаните от него работи са 17, сред тях са известните „Евангелието на осемте художника“ и евангелието от 1336 г., те се намират в ереванския Институт за древни ръкописи Матенадаран. Последният ръкопис, създаден през 1353 г. по време на тифна епидемия, се нарича „Евангелие на изцеление“.
Саркис Пидзак е последният голям майстор на килийската миниатюра. След него настъпва окончателният упадък на книжното изкуство на Киликия.